# بن عمار مسكين
بن عمار مسكين (مواليد 6 يونيو 1973) هو ملاكم جزائري، مثّل بلاده في الألعاب الأولمبية الصيفية 2004.

## روابط خارجية
بن عمار مساكنة على موقع أوليمبيديا (الإنجليزية)